# Ed Wynn
Ed Wynn (născut Isaia Edwin Leopold; n. 9 noiembrie 1886, Pennsylvania, SUA – d. 19 iunie 1966, Beverly Hills, California, SUA) a fost un actor și comic american remarcat prin interpretarea personajului comic Perfect Fool, emisiunea sa radiofonică din anii 1930 și prin cariera ulterioară ca actor dramatic.

## Origine
Ed Wynn a fost un actor de comedie american care s-a născut ca Isaiah Edwin Leopold în Philadelphia, Pennsylvania. Tatăl său, care fabrica și vindea pălării pentru femei, se născuse în Boemia. Mama lui, de origine română și turcă, venea de la Istanbul. Wynn a urmat Central High School din Philadelphia până la vârsta de 15 ani. El a fugit de acasă în adolescență, a lucrat ca vânzător de pălării și ca băiat bun la toate și în cele din urmă și-a adaptat prenumele său „Edwin” la noul său nume de scenă „Ed Wynn”, pentru a-și salva familia sa de rușinea de a avea un biet comic ca rudă.

## Cariera
Wynn și-a început cariera în vodevil în 1903 și a fost o vedetă a Ziegfeld Follies începând din 1914. În timpul The Follies of 1915, W. C. Fields ar fi prins Wynn jaf pentru publicul sub masă în timpul lui "Piscină Cameră" de rutină și l-a lăsat inconștient cu tacul. Wynn a scris, a regizat și a produs multe spectacole de pe Broadway în deceniile următoare și a fost cunoscut prin costumele și elementele de recuzită prostești, precum și pentru vocea chicotită pe care a folosit-o în muzicalul The Perfect Fool (1921)
Lui Wynn i-a fost oferit rolul principal în adaptarea MGM din 1939 a Vrăjitorului din Oz, dar l-a refuzat, așa cum a făcut-o și W. C. Fields. Rolul i-a fost atribuit lui Frank Morgan.

## Televiziune

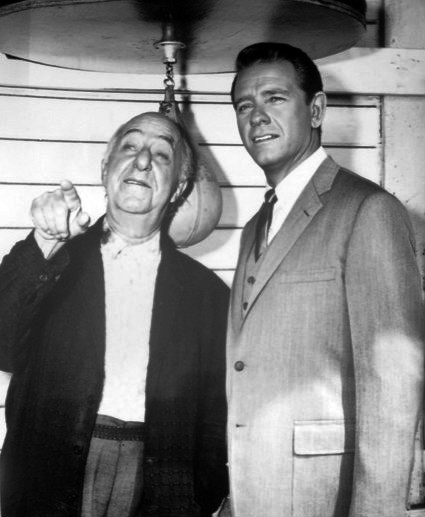
Wynn (stânga) și Richard Crenna (dreapta) în Slattery's People, 1964.

Requiem i-a creat lui Wynn o reputație de actor dramatic, care putea să interpreteze cu ușurință cele mai bune roluri. Rolul său din Jurnalul Annei Frank (1959) i-a adus o nominalizare la Premiul Oscar pentru cel mai bun actor în rol secundar.
Tot în 1959, Wynn a apărut în serialul TV al lui Rod Serling Zona crepusculară în episodul One for the Angels. Serling, un vechi admirator, a scris acel episod special pentru el, iar Wynn a jucat mai târziu, în 1963, în episodul Ninety Years Without Slumbering. Pentru tot restul vieții sale, Wynn a trecut cu abilitate de la roluri comice la roluri dramatice. El a apărut în filme de lung metraj și în seriale de televiziune,fiind îndrăgit de noi generații de fani.

## Filme
El a apărut ca Fairy Godfather în Cenușăreasa lui Jerry Lewis. Interpretarea lui Paul Beaseley în filmul The Great Man (1958) i-a adus nominalizări la Premiul Globul de Aur pentru „cel mai bun actor în rol secundar” și la Premiul BAFTA pentru „cel mai bun actor străin”. Anul următor a obținut prima (și singura) nominalizare la Premiul Oscar pentru cel mai bun actor în rol secundar pentru rolul dlui Dussell în Jurnalul Annei Frank (1959). Șase ani mai târziu, el a apărut în filmul epic biblic The Greatest Story Ever Told.
Posibil cea mai amintită apariție a lui într-un film a fost în filmul Mary Poppins (1964) al lui Walt Disney, în care l-a interpretat pe excentricul unchi Albert plutind chiar sub tavan într-o veselie necontrolată și cântând „I Love to Laugh”.

## Moartea

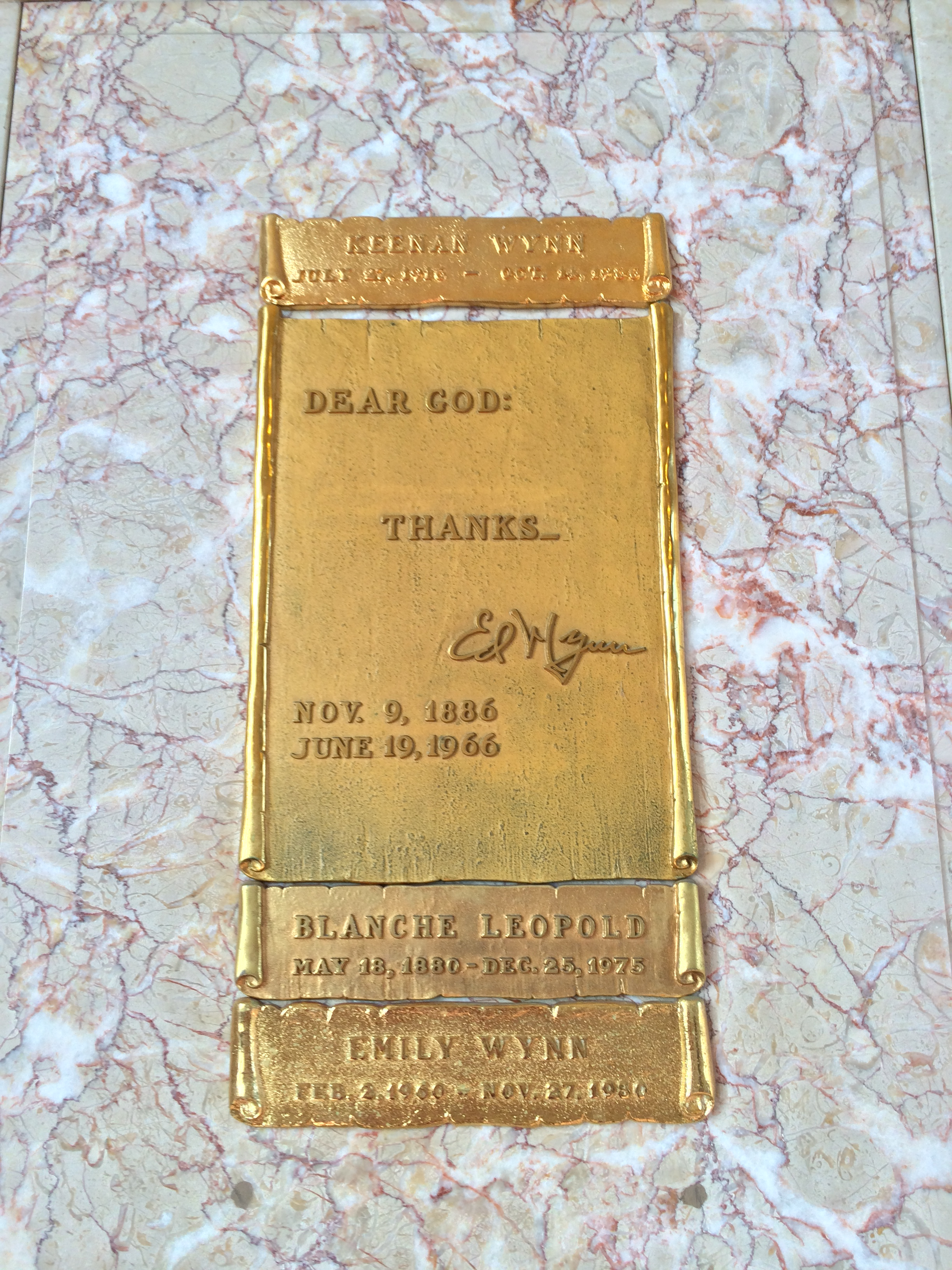
Nișa lui Ed Wynn în Marele Mausoleu din Forest Lawn Glendale.

Wynn a murit pe 19 iunie 1966 în Beverly Hills, California în urma unui cancer esofagian, la vârsta de 79 de ani. El este înmormântat în Forest Lawn Memorial Park din Glendale, în Marele Mausoleu, Daffodil Corridor, Columbarium of the Dawn, alături de fiul său, Keenan Wynn, nepoata lui, Emily Wynn (13 februarie 1960 – 27 noiembrie 1980), care a murit de lupus, și sora lui mai mare, Blanche Leopold (18 mai 1880 – 26 decembrie 1973). Pe placa de bronz de pe nișa lui scrie: „Dear God, Thanks... Ed Wynn”. Potrivit nepoatei sale, Hilda Levine, Walt Disney, care a murit cu doar câteva luni mai târziu, a servit ca unul dintre purtătorii sicriului. Red Skelton, care a fost descoperit de Wynn, a declarat: „moartea este prima dată când a făcut vreodată pe cineva trist”.

## Roluri pe Broadway și în filme
- The Deacon and the Lady (1910) – musical – actor/performer
- Ziegfeld Follies of 1914 (1914) – revue – actor/performer
- Ziegfeld Follies of 1915 (1915) – revue – actor/performer
- The Passing Show of 1916 (1916) – revue – actor/performer
- Sometime (1918) – play – actor
- Ed Wynn's Carnival (1920) – revue – composer, lyricist, book-writer and performer/actor
- The All-Star Idlers of 1921 (1921) – revue – actor/performer
- The Perfect Fool (1921) – revue – composer, lyricist, book-writer, director and actor/performer
- The Grab Bag (1924) – revue – producer, composer, lyricist, book-writer and actor/performer
- Manhattan Mary (1927) – musical – actor in the role of "Crickets"
- Rubber Heels (1927) – actor (Homer Thrush)
- Simple Simon (1930) – musical – co-book-writer and actor
  - Revived in 1931 (was also producer in addition to above roles)
- Follow the Leader (1930) – actor (Crickets)
- The Laugh Parade (1931) – revue – producer, co-book-writer, director, originator and star actor/performer
- Turn Back the Clock (1933) – actor (as Cigar Store Customer), necreditat
- The Chief (1933) – actor (Henry Summers)
- Midsummer Night's Dream (1935) – actor, necreditat
- Alice Takat (1936) – play – producer
- Hooray for What! (1937) – musical – actor in the role of "Chuckles"
- Boys and Girls Together (1940) – revue – producer, co-book-writer, originator, director and actor/performer
- Morose Thoughts (1941) – revue – producer, book co-author, and actor
- Laugh, Town, Laugh! (1942) – revue – producer, book-writer and director
- Stage Door Canteen (1943) – el însuși (Ed Wynn)
- Alice in Wonderland (1951) – voice actor (as Mad Hatter)
- The Great Man (1956) – actor (as Paul Beaseley)
- Marjorie Morningstar (1958) – actor (as uncle Samson)
- Wagon Train (1959) - Episode "The Cappy Darrin Story" - Actor (as Cappy Darrin)
- The Diary of Anne Frank (1959) – actor (as Fritz Pfeffer)
- The Twilight Zone episode "One for the Angels" (1959) – actor (Lou Bookman)
- Cinderfella (1960) – actor (as the fairy godfather)
- The Absent-Minded Professor (1961) – actor (as Fire Chief)
- Babes in Toyland (1961) – actor (as The Toy Maker)
- Rawhide TV (1961) –  (Twenty Five Santa Clauses)
- The Sound of Laughter (1962) – actor (as host and narrator)
- The Twilight Zone episode "Ninety Years Without Slumbering" (1963) – actor (Sam Forstmann)
- Son of Flubber (1963 film) – actor (as Dept. of Agriculture agent)
- The Patsy (1964) – actor (Ed Wynn)
- Mary Poppins (1964) – actor (unchiul Albert)
- Dear Brigitte (1965 film) – actor (as The Captain and Narrator)
- Those Calloways (1965) – actor (Ed Parker)
- Bonanza episode "The Ponderosa Birdman" (1965) – actor (as Professor Phineas T. Klump)
- The Greatest Story Ever Told (1965) – actor (as Old Aram)
- 1965 Acea pisică blestemată (That Darn Cat!), regia Robert Stevenson
- The Daydreamer (1966) – voice actor (as The Emperor)
- The Gnome-Mobile (1967) – actor (Rufus) – lansat după moartea lui (ultimul rol din film)